# Much Too Much
Pistes de My Generation
La-La-La Lies My Generation
Much Too Much est une chanson du groupe britannique The Who, parue sur l'album My Generation fin 1965 à la cinquième piste.

## Genèse et enregistrement
Cette chanson a été enregistrée le 10 novembre 1965 dans le studio A des studios IBC de Londres.

## Caractéristiques artistiques
Il s'agit d'un titre pop caractéristique de l'écriture des Who à l'époque. L'instrumentation est énergique, sans encore délivrer toute l'agressivité du groupe. Pete Townshend délivre quelques arpèges simples, soutenus par de discrètes mélodies au piano.
Les paroles traitent d'un amour "beaucoup trop lourd à porter" (much too much to bear), se plaçant dans la continuité des thématiques dominantes de l'album.

## Personnel
- Roger Daltrey - chant
- Pete Townshend - guitare, Chant
- John Entwistle - basse, chant
- Keith Moon - batterie

- Nicky Hopkins - piano

## Anecdotes
La version stéréo parue sur l'édition deluxe de 2002 ne possède pas les voix sur deux pistes de la version originale.